# نبيذ لبناني
لبنان هو من بين أقدم البلدان في إنتاج النبيذ في العالم. وكان للفينيقيين دور فعال في نشر النبيذ وزراعة الكروم على امتداد سواحل البحر الأبيض المتوسط في العصور القديمة. يبلغ الإنتاج السنوي في لبنان حوالي 8000,000 زجاجة من النبيذ. وقد شهد هذا القطاع نموا غير مسبوق، فقد ارتفع عدد مصانع النبيذ من 5 مصانع في العام 1990 إلى 36 مصنعا في العام 2014 بينها 25 مصنعا مصدرا والباقي للتسويق والاستهلاك الداخلي.

## تاريخ النبيذ في لبنان

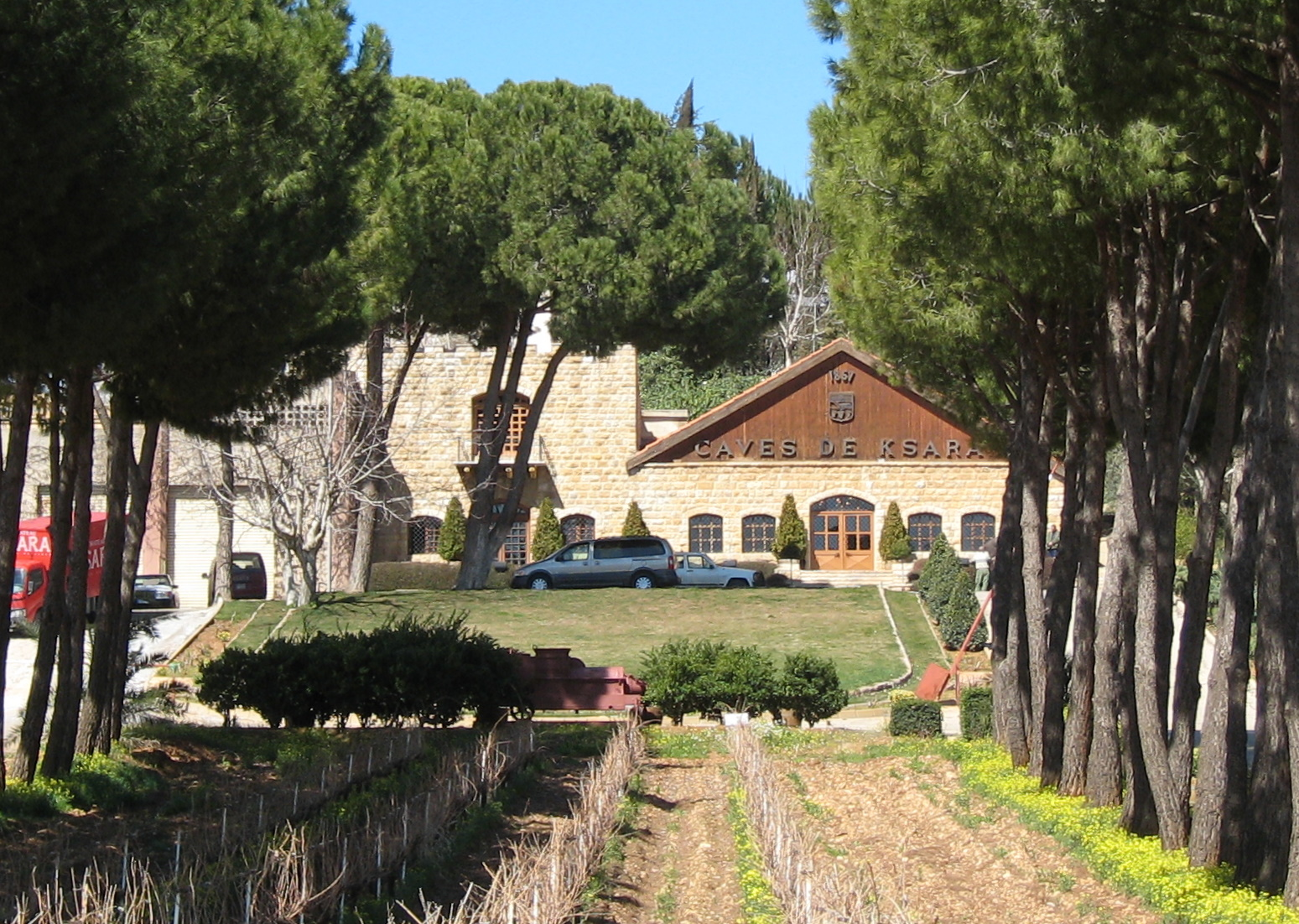
حقل كسارة

يذهب البعض إلى أن زراعة الكرمة وصناعة النبيذ، وصلت إلى لبنان من خلال المملكة الرومانية القديمة وذلك منذ أيام اسكندر الأكبر قبل 2000 عام. بينما يعتقد البعض الآخر أن هذا الصنف من الزراعة والصناعة قد وصلت من بلاد القوقاز عبر بلاد ما بين النهرين أو عن الطريق التجاري الذي كان يمر بالبحر الأسود آنذاك. وقد نمت هذه الزراعة والصناعة بسرعة كبيرة في أرض كنعان وفي سواحل لبنان، وتم تصدير النبيذ الجبيلي (نسبة لمدينة جبيل) إلى مصر القديمة (2686 - 2134 قبل الميلاد). كما تم تصدير الخمور من صور وصيدا إلى جميع أنحاء البحر الأبيض المتوسط القديم، وقد وجدت في حطام بعض السفن الفينيقية التي غرقت قوارير من النبيذ كانت لا تزال سليمة. 

وكان للنبيذ حيّز مهم في الديانات القديمة، الفينيقية والرومانية واليونانية، وهذا ما يظهر جليا في الاهتمام بتصوير أشجار الكرمة وكرومها. 

عندما أصبح لبنان جزءا من الخلافة الإسلامية، انخفض إنتاج النبيذ، إلا ان السلطة الحاكمة كانت تتغاضى عن وجوده بين السكان المسيحيين لأغراض دينية. وقد لجأ المسيحيون إلى تطوير العرق لللإستعاضه به عن النبيذ. 
تم إحياء صناعة النبيذ في العام 1857، عندما زرع المسيحيون أشجار الكرمة المستوردة من الجزائر في شاتو كسارة قرب زحلة في وادي البقاع اللبناني.

## أنواع النبيذ اللبناني
- النبيذ الأحمر: يصنع من العنب الأسود الذي يخمّر مع قشرته
- النبيذ الأبيض: يصنع من العنب الأسود الذي يخمّر من دون قشرته
- النبيذ الوردي أو الزهري: ينشأ من خلط النبيذ الأبيض مع الأحمر، أو من استخدام قشر العنب الأسود في الفترة الأولى من التخمير ومن ثم إزالته.
- النبيذ الفوّار: وهو المسمّى شامبانيا

## مصانع النبيذ
تتركز غالب مصانع النبيذ في وادي البقاع اللبناني وأهمها:
- شاتو كسارة (Chateau Ksara)
- شاتو موزار (Chateau Musar)
- شاتو كفريا (Château Kefraya)
- مسايا (Massaya)
- شاتو اريتاج (Château Héritage)
- وردة (Domaine Wardy)
- شاتو مارسياس (Chateau Marsyas)
- (IXSIR wine)
- كوتو دو ليبان
- اكسير
- شاتو فقرا (Château Faqra)
- شاتو نكد (Château Nakad)
- شاتو قنفار (Château Qanafar)
- شاتو كا
- دومان دو بعل (Domaine de Baal)
- دومان دو تورال (Domaine des Tourelles)
- شاتو سان توماس (Clos Saint Thomas)
- كاف كروم (Cave Kouroum)
- شاتو خوري (Château Khoury)
- نبيذ جبل لبنان (Nabise Mont Liban)